# Hofmark Oberbrunn

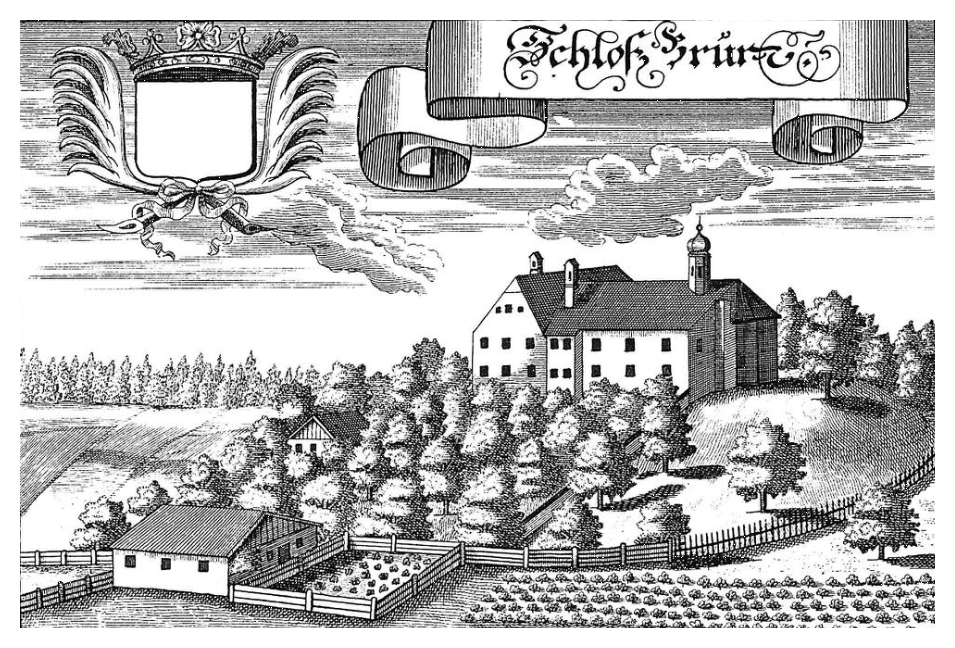
„Schloss Brunn“ (Stich von Michael Wening, um 1700)

Die Hofmark Oberbrunn war eine Hofmark mit Sitz auf Schloss Oberbrunn in Oberbrunn, heute ein Gemeindeteil von Pittenhart im oberbayerischen Landkreis Traunstein.

## Geschichte
Ab dem Mittelalter waren verschiedene Adelsgeschlechter in Oberbrunn begütert. Anfangs vor allem Ministeriale des Erzstifts Salzburg und danach der bayerischen Wittelsbacher. Hans I. von Stuntheim erhielt schließlich 1531 von Herzog Wilhelm IV. das Hofmarksrecht mit Niedergerichtsbarkeit über Ober- und Niederbrunn.
Im frühen 17. Jahrhundert kam zur Hofmark auch der Ort Frabertsham, weshalb auch die Bezeichnung Hofmark Oberbrunn und Frabertsham verwendet wurde. Die Besitzer der Hofmark wechselten im 17./18. Jahrhundert häufig, ab 1760 war der Hofmarksherr die Familie Basselet von La Rosée.
Im Jahr 1814 wurde die Verwaltung des gutsherrlichen Gerichts nach dem Tod des königlichen Kommunaladministrators Michael Estermayr als erledigt zum Landgericht Trostberg eingezogen. Der neue Besitzer des Schlosses, Graf Lamberg von Amerang beantragte aber in der Folge, Oberbrunn mit Amerang gemeinsam verwalten zu dürfen. Die Genehmigung wurde dafür erteilt und so unterstand Oberbrunn nun bis 1822 dem gräflich-lambergischen Patrimonialgericht Amerang.
Am 14. Januar 1822 wurde Christoph Anton Basselet von La Rosée, der mittlerweile als Oberförster in Zwiesel tätig war, die Bildung eines Patrimonialgerichts II. Klasse für Oberbrunn und Frabertsham gestattet, d. h. die Gerichtsbarkeit lag beim Hofmarksherrn, der auch Anspruch auf die Polizei- und Gemeindeverwaltung besaß. Im Jahr 1848 endete die Patrimonialgerichtsbarkeit und Oberbrunn wurde mit der Rural-Gemeinde Pittenhart vereinigt.